# Lise Gast
Lise Gast (Leipzig, 2 de enero de 1908-Lorch, Wurtemberg, 26 de septiembre de 1988) nacida Elisabeth Gast, o por su nombre de casada, Elisabeth Richter, fue una autora alemana de literatura infantil y juvenil y traductora del holandés y el inglés.

## Biografía
Se formó como profesora de agricultura y en 1933 se casó con Georg Richter. Tuvieron ocho hijos. Su primer libro, Brave Young Susanne, se publicó en 1936, seguido de Young Mother Randi en 1939, que tuvo mucho éxito. Eligió su apellido de soltera para su seudónimo, Lise Gast, con el que había publicado historias anteriormente. Lise Gast huyó en febrero de 1945 con sus hijos de Silesia en la ciudad fronteriza de Dresde, Radebeul, donde fue detenida la noche de la primera oleada de bombardeos en Dresde, el 13 de febrero de 1945. A finales de marzo huyó a Wedderstedt, cerca de Quedlinburg, donde trabajó como jornalera durante tres años. Su octavo hijo, Christoph, nació allí. Dos semanas después se enteró de la muerte de su marido como prisionero de guerra en Pacov, Checoslovaquia.
En noviembre de 1948, con la ayuda de Hans Lißner, huyó a través de la frontera hacia Hardehausen en Westfalia. Allí se dedicó por completo a escribir. En 1955, para vivir cerca de sus editores de Stuttgart, compró un antiguo cuartel de servicio de trabajo cerca de Lorch, donde fundó una granja de ponis. La vida en esta granja, donde Lise Gast criaba ponis Shetland y caballos islandeses, fue el tema de sus otros libros. También trabajó de columnista. 
En total, Lise Gast escribió unos 120 libros. Dos semanas antes de su muerte había leído en Schwäbisch Gmünd la última publicación de su libro Nichts bleibt, mein Herz, und alles ist von Dauer. Lise Gast fue enterrada en Lorch. Su hija Marianne Späh también es autora y publicó las memorias de su madre So war es en 2007 (¡Qué bueno que así sea!). Lise Gast cuenta historias de su vida.
Durante muchos años, Gast fue amiga de la autora y experta en caballos Ursula Bruns.

## Obras (selección)
- La valiente joven Susanne. La historia de una camaradería. Con dibujos de texto de Kurt Schöllkopf . Union Verlag, Stuttgart - Berlín - Leipzig 1936
- Anímate, Barbara. Una historia sobre los jóvenes. Imágenes del interior de R. Pfennigwerth. H.-J. Fischer-Verlag, Berlín - Leipzig 1939
- El corazón vacilante. Novela. Peter J. Oestergaard, Berlín 1939
- Joven madre Randi. Novela. Con dibujos de Siegfried Kortemeier . Bertelsmann, Gütersloh 1939
- Los hijos de Wienhagen. Divertida historia de seis niños en una granja. Con imagen de título y 25 imágenes en el texto de Rolf Winker. Herold-Verlag, Stuttgart 1940
- La carga secreta. Novela. Kaiser, Böhmisch-Leipa 1942
- Camarada de por vida. Una novela sobre gente joven. Kaiser, Böhmisch-Leipa 1942
- Los hermanitos. Con fig. Kaiser, Böhmisch-Leipa 1943
- Una mujer sola. Un destino alemán de nuestros días. Edición El Buen Libvro, Buenos Aires 1948
- Los niños Heimons. Narrativa. Thienemann, Stuttgart 1950
- El soñador. 1 ° - 14 ° Mil Editorial Die Boje, Stuttgart 1952
- Pony suerte con Lise Gast, Verlag E. Hoffmann, 1965

## Premios y honores
- 1983: Cruz al mérito en la cinta de la República Federal de Alemania

## Literatura
- Susanne Lange-Greve: Hilos invisibles. Lise Gast 1908–1988. Einhorn-Verlag, Schwäbisch Gmünd 2008, ISBN 978-3-936373-00-4 .